# Спасти жизнь
«Спасти жизнь» (англ. To Save a Life) — американский драматический фильм 2009 года режиссёра Брайана Бо.

## Сюжет
Старшеклассник Джейк Тейлор становится свидетелем самоубийства своего друга детства, Роджера. Джейка мучает чувство вины, так как, удачно играя в школьной баскетбольной команде, его популярность среди учеников возросла и он перестал общаться с Роджером. Пастор Крис Вон, который участвовал в похоронах Роджера, приглашает Джейка прийти в церковь, где он работает с молодёжью. Джейк начинает ходить в церковь и часто беседовать с пастором.
Вскоре Джейк понимает, что популярность в школе, вечеринки для «избранных» — не самое главное в жизни. Понимая, что нужно что-то делать, чтобы уберечь других ребят от самоубийства, которые также, как и Роджер, испытывают одиночество и непонимание, вместе с Андреа, ученицей школы и прихожанки церкви, организовывает совместный ланч во дворе школы. Сначала к ним на ланч присоединяется небольшое количество учеников, но с каждым днём их становится всё больше. К ним присоединяется и Джонни — парень, над которым в прошлом жёстко пошутили друзья Джейка.
Друзья Джейка и его девушка Эми не понимают его и они перестают общаться, а также Эми, чтобы заставить Джейка ревновать, начинает встречаться с его бывшим лучшим другом.
Позже Джейк узнаёт о разводе своих родителей и о том, что Эми беременна от него и собирается сделать аборт, не желая с ним ничего обсуждать. Джек, переживая чёрную полосу в жизни, начинает терять веру в Бога и добро, но всё же в день, когда Эми отправилась в клинику, он останавливает её, обещая, что всё будет хорошо. Также Джейк, несмотря на угрозу собственного отчисления из школы, бросается помогать Джонни, ложно обвинённому в сообщении о заложенной в школе бомбе, тем самым заглаживая перед ним свою вину, когда сорвался на нём из-за личных проблем.
После рождения ребёнка Джейк и Эми, понимая, что для их возраста это слишком большая ответственность, соглашаются на программу открытого усыновления.

## В ролях
| Актёр            | Роль             |
| ---------------- | ---------------- |
| Рэнди Вейн       | Джейк Тейлор     |
| Дежа Креуцберг   | Эми Бриггс       |
| Джошуа Вейгель   | пастор Крис Вон  |
| Шон Майкл        | Джонни Гарсия    |
| Роберт Бэйли мл. | Роджер           |
| Ким Хидальго     | Андреа           |
| Эрджей Смит      | Мэтт Макквин     |
| Лаура Блэк       | мать Пэм Тейлор  |
| Дэвид Старзик    | отец Глен Тейлор |
| Стивен Краудер   | Даг              |